# حير

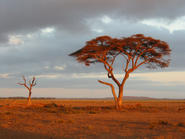
أشجار الطلح والتي تعقد عندها محاكم الحير العرفية.

لقرون طويلة استخدم الصوماليون نظاما قانونيا مستمدا من أحكامهم العرفية وقوانينهم العشائرية وأطلق على جملة هذه القوانين والأحكام اسم الحير؛ وهو عبارة عن دستور أو أقرب ما يكون إليه منه إلى الميثاق متعدد المراكز القانونية إذ لا توجد وكالة أو هيئة أو جهة احتكارية معينة توضح ماهية القانون الحكم المتبع في حالة قضائية معينة؛ إذ يرجع التقييم لكل مرة إلى رئيس المحكمة العرفية أو مجلس العشيرة لتحديد الحكم المناسب وكيفية تنفيذه.
ويعتبر «الحير» نظاما قانونيا ابتدع وازدهر في منطقة القرن الإفريقي بعينها منذ القرن السابع للميلاد إذ لا يوجد أي دليل على وجوده أو تطوره في أي مكان آخر كما لا يوجد أي دليل على تأثره بأي قانون سواء كان وضعي أو عشائري أجنبي على الإطلاق ولعل خلو المصطلحات القانونية الصومالة من أي دخائل لغوية دليلا قاطعا على أن «الحير» هو قانون داخلي صومالي برمته.
ويتطلب «الحير» كأي هيئة قانونية وقضائية أخرى، نوعا ما من التخصص، لذا توزع الأدوار داخل الهيكل القانوني على المسؤولين عن تنفيذ هذا القانون العشائري، فهناك القضاة (بالصومالية: odayal)‏ والمحلفين (بالصومالية: xeer boggeyaal)‏ والمخبرين (بالصومالية: guurtiyaal)‏ والمحامين (بالصومالية: garxajiyaal)‏ والشهود (بالصومالية: murkhaatiyal)‏ وأفراد الشرطة (بالصومالية: waranle)‏ ولكل منهم دوره الخاص في إحلال القانون.
وفي محاولة لوضع تعريف دولي متفق عليه للحير كدستور أو ميثاق، وصف بأنه مجموعة من المبادئ القانونية الأساسية غير القابلة للتغيير والتي تتشابه، أو تقارب في الشبه، مبدأ القواعد الآمرة في القانون الدولي.
ومن بعض مبادئ وقوانين الحير:
- دفع الدية في الجرائم الموجهة ضد الأفراد مثل التشهير والسرقة والإيذاء الجسدي والاغتصاب والقتل، بالإضافة لتقديم العون ماديا ومعنويا لأهالي الضحية لفترة زمنية معينة.
- الحض على إقامة علاقات جيدة وإرساء روح الإخاء داخل العشيرة الواحدة بالإضافة للعشائر بعضها البعض وذلك عن طريق حسن معاملة النساء والتفاوض مع مبعوثي السلام من العشائر الأخرى بصدق وحسن نوايا بالإضافة إلى الحرص على حياة المؤمنيين على أرواحهم من الأطفال والنساء وأهل الدين والشعراء والأدباء والضيوف.
- الحرص على إقامة الالتزامات العائلة مثل دفع المهور عند الزواج كذلك تنفيذ عقوبات النشوز.
- وضع القوانين المنظمة لاستخدام الموارد بأنواعها المختلفة مثل المراعي والمياه وباقي الموارد الطبيعية الأخرى.
- توفير العون المادي للنساء حديثي الزواج وكذلك حديثي الإنجاب.
- مساعدة الفقراء والمحتاجين عن طريق منحهم الدواجن الحية لتربيتها والاستفادة منها.